# Takayama (Gunma)
Pour les articles homonymes, voir Takayama (homonymie).
Takayama (高山村, Takayama-mura) est un village du district d'Agatsuma, dans la préfecture de Gunma, au Japon.

## Géographie

### Démographie
Au 1er décembre 2015, la population de Takayama s'élevait à 2 849 habitants répartis sur une superficie de 64,18 km2.